# Georges Chenet
Georges Chenet (* 13. Juni 1881 in Cumières, Meuse; † 31. Mai 1951 in Agen, Lot-et-Garonne) war ein französischer Provinzialrömischer Archäologe.

## Leben
Georges Chenet war von Beruf eigentlich Fliesenlegermeister  in Le Claon, Meuse, und Bürgermeister dieses Dorfes. Er erforschte zusammen mit seinem Schwiegervater, dem Arzt und Archäologen Jules Meunier (1852–1924), die römischen Überreste in den Argonnen, hier insbesondere die Terra-Sigillata-Töpfereien des 2. bis 4. Jahrhunderts, und leistete grundlegende Forschungen auf dem Gebiet der Argonnensigillata.
Ab 1931 unternahm er mit Claude Schaeffer auch Grabungen in Ugarit (Syrien).

## Veröffentlichungen (Auswahl)
- La céramique gallo-romaine d’Argonne du IVe siècle et la terre sigillée decorée à la molette. (= Fouilles et documents d’archéologie antique en France 1). Macon 1941.
- mit Guy Gaudron: La céramique sigillée d’Argonne des IIe et IIIe siècle. (= Gallia préhistoire Supplément 6). Paris 1955.